# William Kinnear
William Nicoll Duthie "Wally" Kinnear, född 3 december 1880 i Marykirk, död 5 mars 1974 i Leicester, var en brittisk roddare.
Kinnear blev olympisk guldmedaljör i singelsculler vid sommarspelen 1912 i Stockholm.